# Корсунский, Борис Леонидович
Борис Леонидович Корсунский (13 марта 1946, Спасск-Дальний, Приморский край, РСФСР, СССР — 27 октября 2008, Биробиджан, Еврейская автономная область, Россия) — советский партийный и государственный деятель, первый секретарь Еврейского обкома КПСС (1987—1990), председатель облисполкома Еврейской АО (1990—1991 гг.).

## Биография

### Образование
Окончил Уссурийский железнодорожный техникум, заочно Высшую партийную школу при ЦК КПСС в 1975 году и Академию международного бизнеса (факультет менеджмента) в 1997 году.
В 1998 защитил диссертацию на соискание учёной степени кандидата экономических наук на тему: «Стабилизация экономики депрессивного района (на примере Еврейской автономной области)» по специальности «региональная экономика» в Институте экономических исследований Дальневосточного отделения РАН.
В 2006 защитил диссертацию на соискание учёной степени доктора экономических наук на тему: «Управление социально-экономическим развитием проблемного региона» в Институте экономических исследований Дальневосточного отделения РАН.

### Трудовая деятельность
Трудовую деятельность начал в 1963 году слесарем депо. Затем работал старшим осмотрщиком вагонов Владивостокского отделения железной дороги, плотником стройуправления, инженером рыбного завода.
В 1968 году вступил в КПСС, перешёл на комсомольскую и партийную работу.
Первый секретарь Еврейского обкома КПСС (1987—1990),
Председатель облисполкома ЕАО (1990—1992).
С 1 сентября 2007 года работал в должности заведующего отделом ИЭИ ДВО РАН. Был профессором кафедры экономики и финансов в Дальневосточной социально-гуманитарной академии (г. Биробиджан).
Похоронен на родине в Приморском крае.

## Награды
- Медаль Жукова
- Медаль «За доблестный труд. В ознаменование 100-летия со дня рождения В. И. Ленина»
- Медаль «За отличие в охране государственной границы СССР»
- Нагрудный знак «70 лет Погранвойск КГБ СССР»
- Памятная медаль «70 лет ВЧК-КГБ»
- Юбилейная медаль «300 лет Российскому флоту»

## Память
7 сентября 2017 Борису Корсунскому открыта мемориальная доска на доме, где он проживал — улица Шолом-Алейхема, 24.